# چکالووا (شهرستان بازارقرغون)
چکالووا (به لاتین: Chkalova) یک منطقهٔ مسکونی در قرقیزستان است که در شهرستان بازارقرغون واقع شده‌است. چکالووا ۱٬۳۵۵ نفر جمعیت دارد و ۸۱۷ متر بالاتر از سطح دریا واقع شده‌است.